# Robert Douglas (Feldmarschall)

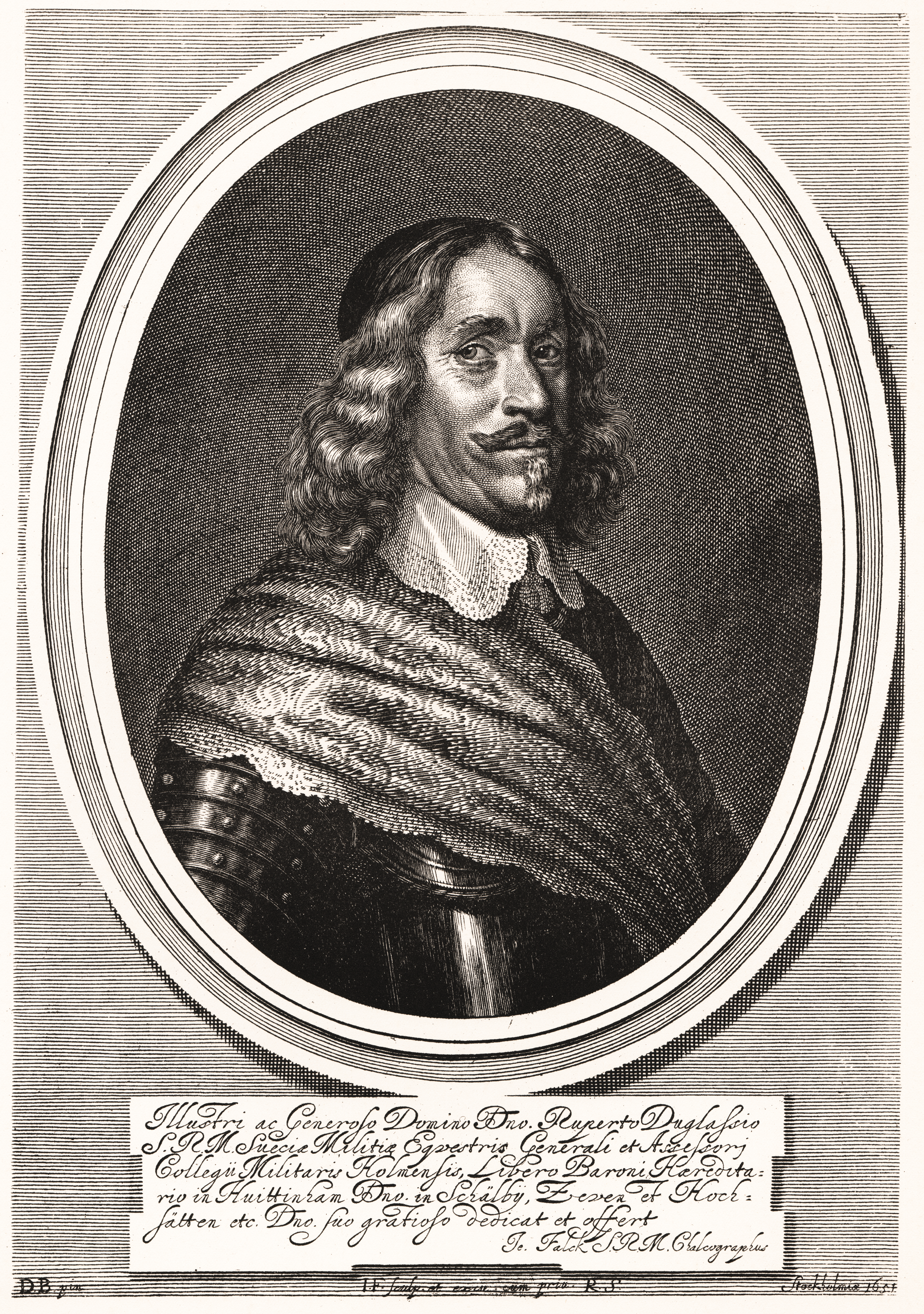
Robert Douglas

Graf Robert Douglas (* 17. März 1611 auf Gut Standingstone bei Garvald, East Lothian; † 28. Mai 1662 in Stockholm) war ein schottisch-schwedischer Feldmarschall und begründete die schwedische Linie des schottischen Clan Douglas. Unter dem Gesellschaftsnamen der Lebhafte wurde er als Mitglied in die Fruchtbringende Gesellschaft aufgenommen.

## Leben
Er war der vierte Sohn des Patrick Douglas of Standingstone († 1626) und der Christina Leslie. Sein Vater war der zweite Sohn des William Douglas, Laird of Whittingehame (um 1540–1595). Sein Vater war zusammen mit seinem Bruder Archibald in den Mord an Henry Stuart, Lord Darnley, Ehemann der Königin Maria Stuart, verwickelt.
Schon früh verwaist, ging Robert, wie viele seiner schottischen Standesgenossen, auf den Kontinent, um sich als Soldat im Ausland zu verdingen. Da in Europa der Dreißigjährige Krieg tobte, waren junge Männer aus aller Herren Länder gesucht, um die Heere mit Rekruten zu versorgen. Er wurde 16-jährig 1627 Page beim Pfalzgrafen Johann Kasimir, einem auf der protestantischen Seite kämpfenden deutschen Fürsten, bald darauf Fähnrich im Regiment des Alexander Leslie, einem Verwandten seiner Mutter. Schon 1631 wurde er Kapitänleutnant in einer von Oberstleutnant Archibald Hamilton (ebenfalls ein Schotte) geführten Kompanie. 1631 war Douglas mit den Schotten unter dem Befehl James Hamilton, 1. Duke of Hamilton auf dem deutschen Kriegsschauplatz eingetroffen, unter ihm nahm er an der Schlacht bei Breitenfeld am 17. September 1631 teil.
In der Schlacht bei Lützen wurde er an der Wange durch eine Musketenkugel verletzt, am 16. November 1632 war er Kommandant der 1. Kompanie im Gelben Regiment. 1633 wurde er Kapitän der Dragonergarde des in schwedischen Diensten stehenden Herzogs Bernhard von Weimar, 1634 Oberstleutnant in derselben Einheit und schließlich unter dem schwedischen Feldherrn Axel Oxenstierna Oberst eines Kavallerieregimentes. 1636 nahm er unter Johan Banér an der Schlacht bei Wittstock  Aufstellung. 1637 besuchte er die Heimat. 1642 war er in der zweiten Schlacht von Breitenfeld. 1643 wurde er Generalmajor im »Torstenson Krieg«, wobei er in Jütland im April 1644 durch den dänischen Major Petersen Verluste erlitt. 1645 nahm er an der Schlacht bei Jankau teil.
Am 26. Mai 1646 heiratete er mit großem Pomp in Leipzig Hedvig von Mörner, die Tochter des schwedischen Gouverneurs Stellan Otto Mörner und Maria von der Grunau. Zugegen war auch der spätere König Karl X. Gustav. Danach bedrohte er (wie vor ihm bereits Eberhard Beckermann) die Stadt Arnsberg, nun aber auf Befehl Wrangels. Am 5. September 1646 wurde er nach Schwaben  berufen, hier traf er zunächst in Lauingen ein später war er bei Überfällen auf Schrobenhausen, Heilbronn  und Schwäbisch Hall  beteiligt. Nach den von ihm geführten Friedensverhandlungen zu Ulm wurde er zum Gubernator in Schwaben ernannt. Er war auch bei der Belagerung der Reichsstadt Schweinfurt  sowie dem letzten Feldzug dieses Krieges 1647/48, wobei er bei der Belagerung von Gleichenstein durch einen Musketenschuss schwer verwundet wurde. Die Burg Gleichenstein wurde dann am 9. März 1648 von den Schweden in einen Steinhauffen verwandelt.

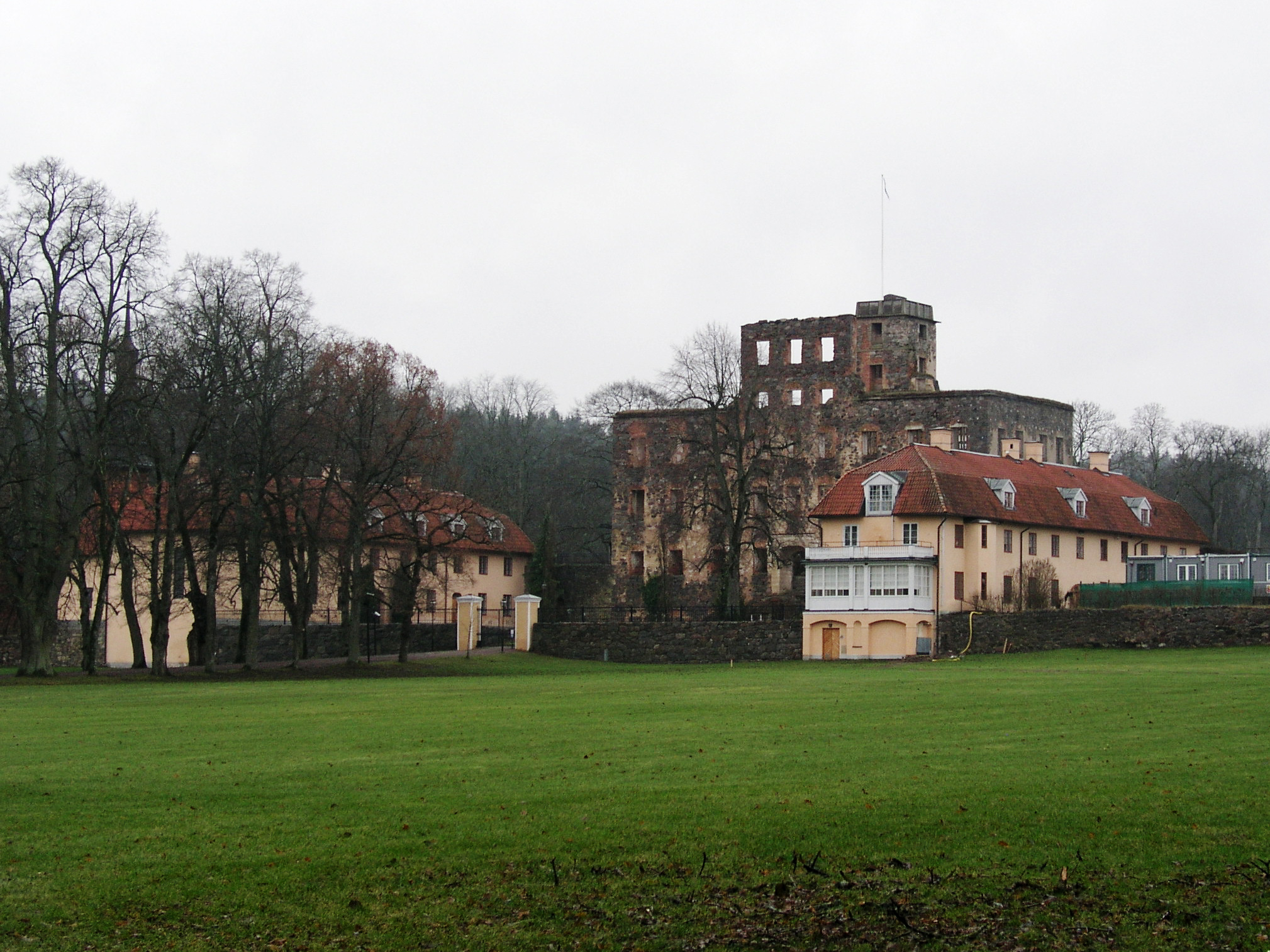
Ruine von Schloss Stjärnorp, Östergötland, Schweden; erbaut 1655–62 von Robert Douglas, 1789 abgebrannt, bis heute im Besitz der Grafen Douglas

Nach seiner Genesung war er zusammen mit Wrangel im Juni 1648 an der Eroberung und elftägigen Plünderung von Freising beteiligt: vom 27. Mai bis zum 6. Juni haben die Schwedische noch das Hauptquartier in Freysingen gehapt, wo selbst Duglaß, Graf. vber die Cavallerie, in der Thumbkirchen Kindttauf gehalten.
Am 10. Juli 1647 wurde ihm durch Königin Christina das Kloster Zeven übereignet. Nach dem Friedensschluss von Münster und Osnabrück blieb er auch nach dem Dreißigjährigen Krieg weiterhin in schwedischen Diensten, er löste seine Regimenter in Schwaben auf und wurde in den schwedischen Freiherrnstand erhoben (29. März 1651), wurde dann am 24. Mai 1651 General der Kavallerie und schwedischer Kriegsrat und war vom 6. November 1652 – 28. Mai 1654 schwedischer Reichsstallmeister. Nachdem er am 28. Mai 1654 in den schwedischen Grafenstand mit der Grafschaft Skenninge in Östergötland erhoben worden war und die Güter Stjärnorp und Hogsäter erworben hatte, begründete er die bis heute in Schweden ansässige schwedische Linie der Douglasfamilie. Er erbaute sich nach dem Westfälischen Frieden das Schloss Stjärnorp.

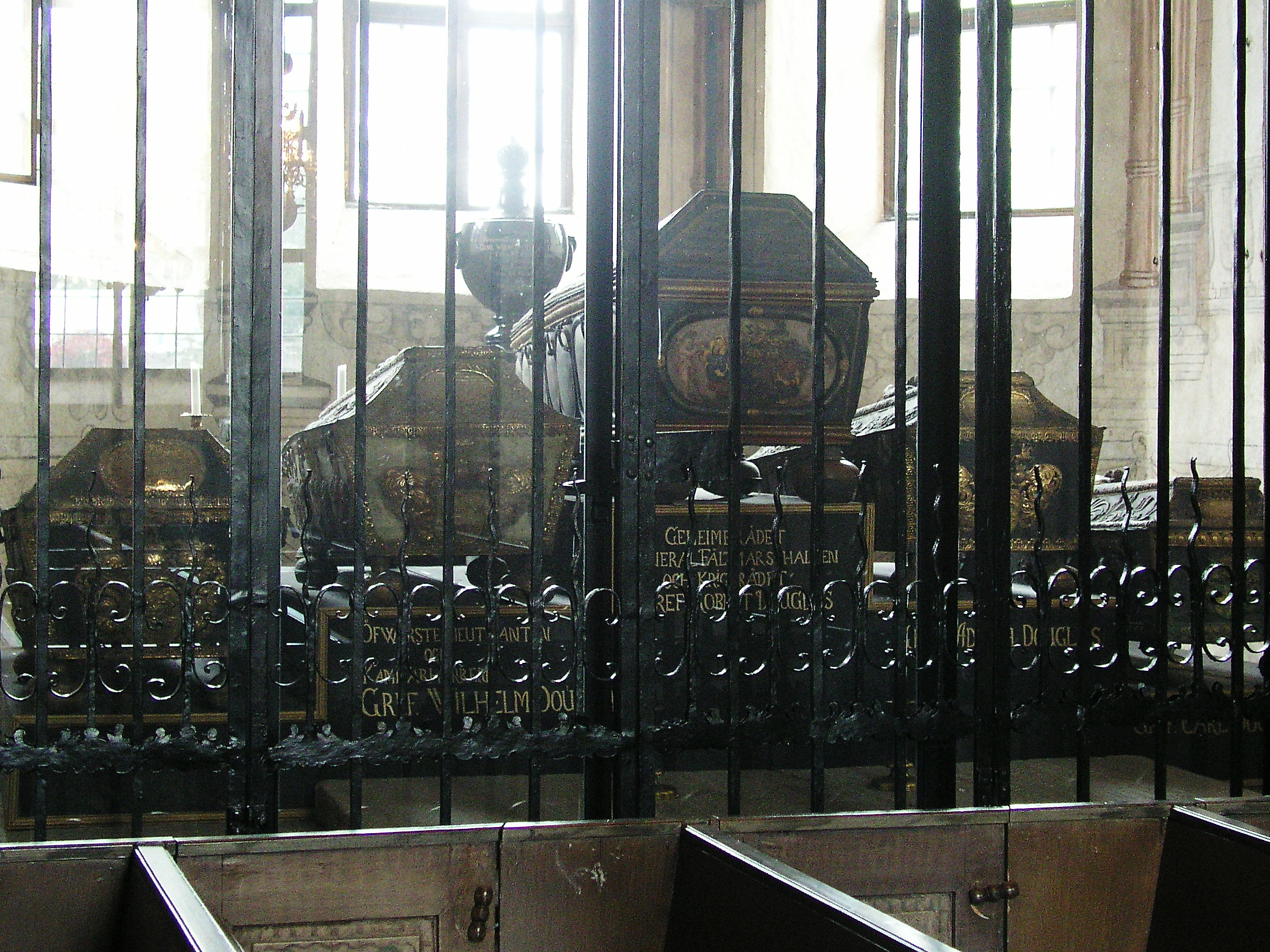
Sarkophage der Grafen Douglas in der Klosterkirche Vreta

Nach Schweden zurückgekehrt wurde er 1651 zum Baron von Skålby, 1654 zum Grafen von Skänninge  erhoben. Nachdem er 1656 noch Feldmarschallleutnant geworden und am 13. Mai 1657 zum Feldmarschall befördert worden war, übernahm er zusätzlich auch politische Ämter. So wurde er 1658 Geheimrat im Senat und schließlich ab dem 25. Mai 1658 Oberbefehlshaber in Estland und Livland. Hier war er in der Schlacht bei Gnesen, bei der Schlacht bei Warschau und 1658 bei der Eroberung von Ronneburg im zweiten nordischen Krieg beteiligt. Durch List gelang es ihm in der Nacht vom 29. auf den 30. September 1658 den Vorgängerbau des Schlosses Mitau einzunehmen und den Herzog von Kurland Jakob Kettler gefangen zunehmen. Nach dem Frieden von Oliva im Jahre 1660 wurde er zusehends schwächer und erlitt nach seiner Heimkehr einen Schlaganfall, er wurde mit großem Aufwand in der Ritterholmskirche beerdigt. Später wurden seine Gebeine in die von ihm erbaute Kapelle im Kloster Vreta überführt.

## Nachkommen
Aus seiner Ehe mit Hedvig Mörner hatte er sechs Söhne und eine Tochter:
- Wilhelm Douglas (1646–1674), 1670 schwedischer Kammerherr, 1672 Oberstleutnant der schwedischen Infanterie;
- Gustav Graf Douglas (1648–1705), Gouverneur von Västerbotten;
- Axel Douglas (1650–1673), Offizier in französischen und niederländischen Diensten;
- Adolf Douglas (1651–1674), Offizier in französischen und niederländischen Diensten;
- Christina Douglas (1652–1712) ⚭ 1680 Gustav Adolf Oxenstierna, Graf zu Korsholm und Vaasa (1648–1697);
- Karl Douglas (1656–1678);
- Robert Douglas (1662–1665).

## Rezeption
Robert Douglas stand seit 1629 bei Axel Oxenstierna in hoher Gunst. Er diente seit 1630, von Oxenstierna gefördert, in Gustav Adolfs Heer in Deutschland. Mit Alexander Hamiltons Truppen kam er nach Frankfurt am Main, nahm am Vorstoß nach Kreuznach teil, folgte dann mit seiner Kompanie dem König nach Nürnberg und zog mit ihm, nun Regimentskommandeur, nach Lützen, wo er von einer Musketenkugel verwundet wurde. Als Soldat war er der erste und letzte, ein tapferer und mutiger Reitergeneral, ein Offizier mit natürlicher Veranlagung und der Fähigkeit sich schnell in eine Position einzufühlen und schnelle und mutige Entscheidungen zu treffen. Während seiner langen militärischen Laufbahn hatte er oft die Gelegenheit furchtlos und mutig persönlichen Mut zu demonstrieren. Er besaß auch große Verdienste im Zivil- und Verwaltungsbereich. Sein Temperament war zwar ungestüm aber auch flexibel wenn erforderlich. In seinen jüngeren Jahren war seine Wirtschaft offenbar nicht die beste, in einem Brief an Axel Oxenstierna im Jahre 1643 berichtet er von den Gläubigern eingeschnürt zu werden aber letztlich erwarb er sich durch Heirat, Legate und wohl auch Kriegsbeute ein großes Vermögen.